# Дневник братьев Гонкур

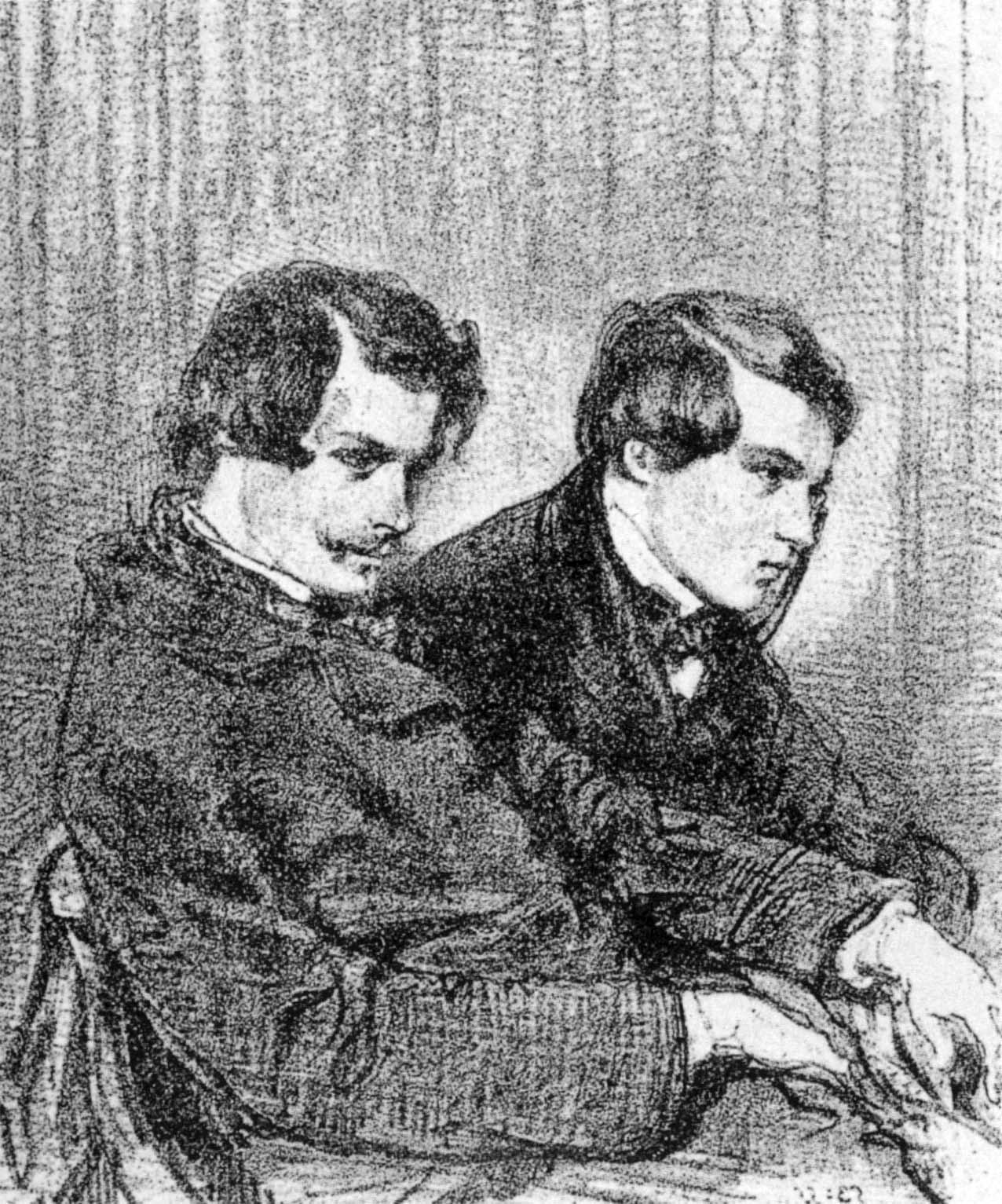
Эдмон и Жюль Гонкур. Литография Поля Гаварни (1853 г.)

Дневник братьев Гонкур — совместный дневник французских писателей Эдмона де Гонкура и Жюля де Гонкура (братья Гонкур), который представляет собой ценный монументальный и документальный источник о жизни парижского и французского общества (прежде всего литературно-художественных кругов) времён Второй империи, франко-прусской войны, Парижской коммуны и Третьей республики. Без малого полвека охватывает «эта автобиография», как её назвал Эдмон Гонкур в своём предисловии к первому изданию.

## История создания
«Дневник» (на русском языке встречается название «Журнал») имеет подзаголовок «Записки о литературной жизни» (фр. Mémoires de la vie littéraire) был ими начат в декабре 1851 года, в день выхода в свет их первого романа «В 18… году» (фр. En 18..). В 1863 году Гонкуры издали избранные заметки из «Дневника» под названием «Мысли и ощущения». В конце 60-х годов Жюль Гонкур заболел и в июне 1870 года скончался, а «Дневник» был продолжен его старшим братом, в котором тот подробно описал постепенное угасание, агонию и похороны младшего. Переживший Жюля Эдмон в течение нескольких лет не в силах приняться ни за какую крупную работу; он не оставляет только «Дневника» и продолжает вести его изо дня в день. В 1883 году Эдмон Гонкур рассказал о нём своим друзьям Альфонсу Доде и его жене, которые настояли, чтобы он познакомил с ними публику, после чего он напечатал несколько отрывков в газете «Фигаро».
С 1887 года начинается публикация «Дневника» Гонкуров, и до 1896 года (в этом году Эдмон Гонкур умер) появляются девять томов. Своим завещанием, в котором он присоединялся к пожеланию своего умершего ранее брата, Эдмон учредил «Гонкуровскую академию» и оставил ей все свои средства для ежегодной литературной премии, которая должна была присуждаться талантливому молодому романисту. Также Эдмон возложил на учреждённую им Академию задачу: по прошествии двадцати лет со дня его смерти опубликовать полный текст «Дневника», рукопись которого до этого времени должна была быть опечатана и помещена на хранение к нотариусу. После истечения указанного срока передана в рукописное отделение Национальной библиотеки и затем опубликована. Однако в 1916 году публикация не состоялась по официальному объяснению в связи с событиями Первой мировой войны. В 1923 году была назначена специальная правительственная комиссия, которая разрешила Национальной библиотеке не передавать рукопись в печать, ссылаясь на закон, запрещающий публикацию текстов, «способных нарушить общественный порядок».
Девять томов, выпущенные в свет самим Э. Гонкуром, были, по его словам, «лишь частью, не более чем половиной, и притом наименее интересной частью», всего материала, содержавшегося в одиннадцати объёмистых рукописных тетрадях.
В дополненном по рукописям академическом издании 1956—1959 года дневник составляет двадцать два тома. В 1964 году на русском языке был опубликован двухтомник «Дневник. Записки о литературной жизни: Избранные страницы», составленный на основании этого французского издания, который включает около трети всего текста. Это самое обширное издание «Дневника» на русском языке.

## Характеристика
Несмотря на разницу в характерах и ментальности братьев, особенностью их литературно-художественного творчества, и «Дневника» в частности, является совместность литературного процесса. Пока были живы оба брата, их литературно-художественные произведения создавались ими совместно и публиковались только под обоими именами. По признанию Эдмона, если в первом их романе ещё можно отметить две различные манеры, то в последующих произведениях стили братьев сплавились воедино, и в их общем творчестве особый вклад каждого неразличим. В предисловии к изданию 1887 года Эдмон писал:
Этот дневник — наша ежевечерняя исповедь, исповедь двух жизней, неразлучных в радости, в труде и в страдании; исповедь двух душ-близнецов, двух умов, воспринимающих людей и вещи настолько сходно, идентично, однородно, что такая исповедь может рассматриваться как излияния единой личности, единого Я.
«Дневник», состоящий из записей, которые делались братьями почти ежедневно, представляет собой наполненный огромным историко-культурным материалом литературный памятник эпохи. В «Дневнике» находят отражение их методы и пристрастия, которые Гонкуры отражали во многих своих историографических трудах по истории дореволюционной Франции XVIII века, бывшего для них прежде всего веком «частной жизни» и утончённой художественной культуры. Их характерной особенностью является пристрастие к «малым фактам», к «неофициальной» стороне жизни; их интересует не политическая, а бытовая сторона эпохи. Они стремятся, по их словам, «описать Францию, её нравы, её душу, её национальную физиономию, показать цвета вещей, жизнь людей с 1789 по 1800 год». Вытеснение искусства индустрией («американизация Франции») вызывает у них глубокую тоску, так как изгоняет, по их мнению, из жизни поэтическое, художественное начало. Большие исторические события не привлекают их, потому что события — это поверхность жизни, случайность. Нравы интересуют их больше событий, которые они понимают субъективно вне исторических перспектив и моральных оценок. По мнению литературоведа Реизова Б. Г.: «У Гонкуров нравы объясняют не столько эпоху, сколько индивидуальность с её особым, личным переживанием мира».

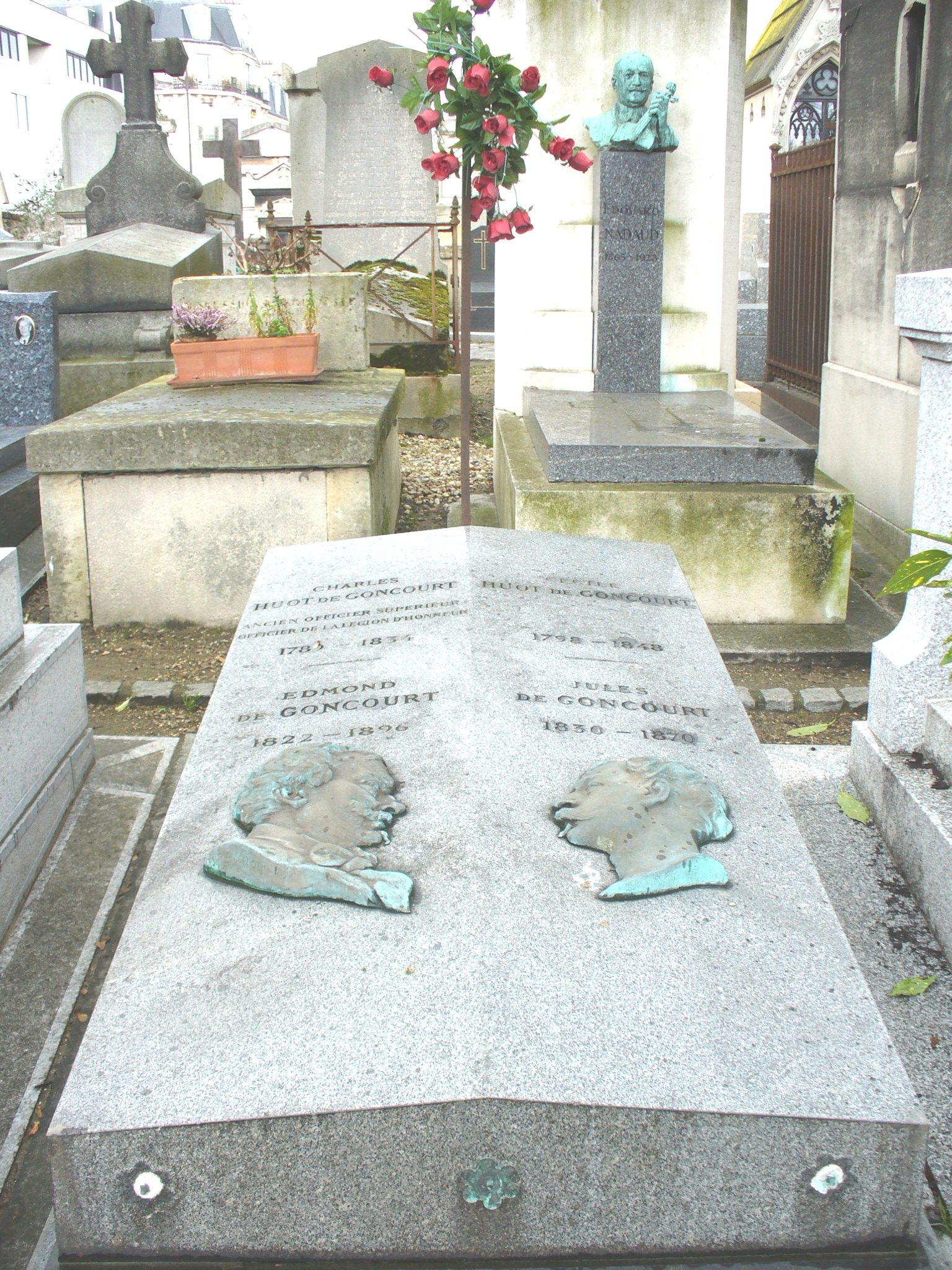
Могила братьев Гонкур на кладбище Монмартр

Гонкуры видели отличительный признак своего собственного литературного творчества в том, что они — «писатели с нервами». Особенность писательской манеры Гонкуров дала основание уже современной им критике говорить об элементах импрессионизма в их творчестве. По их мнению — «Видеть, чувствовать, выражать — в этом всё искусство». Дневниковые записи осознанно вносились «по горячим следам», в чём Эдмон видел историческое и вместе с тем эстетическое значение «Дневника», где он определял себя как «художника, который ищет не общей правды, а правды мгновения», пытаясь отразить характерные детали, которые создают атмосферу эпохи. Таким образом, в «Дневнике» наиболее полно отражён гонкуровский метод моментальных зарисовок, живописных деталей. Э. Золя в посвящённой им программной статье «Романисты — натуралисты» писал по поводу их литературного стиля:
Они чувствовали иначе, чем чувствовали до них. Отсюда этот животрепещущий стиль, увлекательный, словно альбом, который ты листаешь, стиль, горящий от согревающего его внутреннего огня, стиль, о котором можно сказать, что это литературный язык, специально изобретённый для того, чтобы приобщить нас к миру вновь открытых ощущений.
Учитывая их положение в литературно-художественной среде, их причастность к возникновению и развитию различных течений в искусстве, эстетика Гонкуров представляет значительный интерес, так как «является промежуточным звеном, смыкающим в единую цепь художественного развития романтизм, реализм, натурализм и импрессионизм. Именно в такой цепи художественного развития и состоит то эстетическое своеобразие их стиля, которое нельзя подогнать ни под какое однозначное понятие». Литературовед В. Е. Шор в статье «Гонкуры и импрессионисты» отмечает, что «эстетика Гонкуров была в своей основе натуралистической и перерастала в импрессионистскую без влияния на него  со стороны живописи и без заимствований у живописцев, в силу своего органического развития. Он подчеркивает, что гонкуровский натурализм был в известном смысле более последовательным, чем натурализм Золя, и поэтому продвинулся значительно дальше по пути трансформации в импрессионизм».
«Дневник» позволяет ознакомиться с их литературной техникой, методами работы, проследить их писательский путь, таким образом являясь «записной книжкой писателя». Многие записи в дневниках Гонкуров состоят из отдельных самостоятельных фрагментов, не связанных между собой по содержанию и разделённых пробелами.
В книге развёртывается панорама литературной и художественной жизни Франции второй половины XIX века. Нестареющая ценность «Дневника» в том, что здесь великие писатели XIX века «нарисованы живыми, в их повседневной жизни, в разговорах, встречах, с их вкусами, привычками, слабостями».

## Рецепция
После начала публикации «автобиографии» Гонкуров и дневника Марии Башкирцевой, которые вышли примерно в одно время, дневник как жанр художественной литературы вернул свою популярность у широкой публики. По мере публикации «Дневника» к его авторам стали предъявляться претензии в субъективизме, «нескромности», нарушении неприкосновенности частной жизни, излишней язвительности, искажении слов и мнений различных известных личностей, которые были запечатлены на его страницах. Так, публичное неудовольствие выразили Ипполит Тэн и Эрнест Ренан. М. Пруст в своей книге эссе «Против Сент-Бёва» отмечал, что в светском обществе по отношению к Эдмону де Гонкуру выказывали «недоброжелательность и пренебрежение». По словам Пруста: «Некоторые весьма интеллигентные дамы прибегали ко всякого рода уловкам, чтобы не называть ему своего „приёмного дня“. „Он слушает, запоминает, а потом описывает нас в своих мемуарах“».
А. Франс, отмечая в своей статье «По поводу дневника Гонкуров» (1887), что «в признаниях людей одарённых есть совсем особая прелесть», писал, что этот «глубоко личный дневник является в то же время дневником сугубо литературным». По словам Франса, «они жили, чтобы писать»:
Невольно чувствуешь благоговение перед этим упорным трудом, не прекращающимся даже во сне, — ибо они наблюдали и записывали даже сны свои. Вот почему, хотя они день за днём вносили в свои записи всё, что приходилось им видеть и слышать, их нигде, ни на минуту нельзя обвинить в пустом любопытстве или нескромности. Они сосредоточили слух свой и зрение только на том, что касалось искусства. Нелегко, я думаю, найти еще один пример такого непрерывного умственного напряжения, как то, в котором жили эти два человека.
 М. Пруст (лауреат Гонкуровской премии за 1919 год) в своей книге «Подражания и смеси» (Pastiches et Mélanges,1919), в которую вошли написанные ранее литературные пастиши и пародии об афере инженера Лемуана, созданные в стиле Бальзака, Ж. Мишле, Флобера, Сент-Бёва и др., эпизод, написанный в манере Гонкуров, представил в виде их дневниковых записей (Dans le «Journal de Goncourt»). В этой книге Пруст, отдав дань уважения творчеству Гонкуров, в целом положительно оценил их стиль. В романе Пруста «Обретённое время» Марсель (рассказчик) читает дневниковые записи Эдмона Гонкура о вечере у Вердюренов, где знакомые ему люди под пером писателя предстают не вульгарными буржуа, как он был склонен думать, а умными и интересными, обладающими особым шармом («страницы Дневника пробуждали к ним живое любопытство»). Марсель приходит к выводу, что у него отсутствуют литературные способности; также по его словам дневник Гонкуров — «дал мне горький урок: наблюдение мне не давалось», в отличие от него «Гонкур умел слушать и умел видеть; я на это был неспособен». Рассказчику ещё раз хочется побывать в этом «удивительном кланчике».

## Публикации на русском языке
- Гонкур Э. и Ж. де. Дневник. Записки о литературной жизни : Избранные страницы : в 2 т. / пер. с франц. Д. Эпштенайте, А. Тарасовой, Г. Русакова и др. ; сост и коммент. С. Лейбович. — М. : Художественная литература, 1964. — 712 + 751 с.